# Tragia leucandra
Tragia leucandra är en törelväxtart som beskrevs av Ferdinand Albin Pax och Käthe Hoffmann. Tragia leucandra ingår i släktet Tragia och familjen törelväxter. Inga underarter finns listade i Catalogue of Life.